# Saint-Étienne-de-Lauzon
 (mars 2025).
La mise en forme du texte ne suit pas les recommandations de Wikipédia : il faut le « wikifier ».
Les points d'amélioration suivants sont les cas les plus fréquents. Le détail des points à revoir est peut-être précisé sur la page de discussion.
- Les titres sont pré-formatés par le logiciel. Ils ne sont ni en capitales, ni en gras.
- Le texte ne doit pas être écrit en capitales (les noms de famille non plus), ni en gras, ni en italique, ni en « petit »…
- Le gras n'est utilisé que pour surligner le titre de l'article dans l'introduction, une seule fois.
- L'italique est rarement utilisé : mots en langue étrangère, titres d'œuvres, noms de bateaux, etc.
- Les citations ne sont pas en italique mais en corps de texte normal. Elles sont entourées par des guillemets français : « et ».
- Les listes à puces sont à éviter, des paragraphes rédigés étant largement préférés. Les tableaux sont à réserver à la présentation de données structurées (résultats, etc.).
- Les appels de note de bas de page (petits chiffres en exposant, introduits par l'outil «  Source ») sont à placer entre la fin de phrase et le point final[comme ça].
- Les liens internes (vers d'autres articles de Wikipédia) sont à choisir avec parcimonie. Créez des liens vers des articles approfondissant le sujet. Les termes génériques sans rapport avec le sujet sont à éviter, ainsi que les répétitions de liens vers un même terme.
- Les liens externes sont à placer uniquement dans une section « Liens externes », à la fin de l'article. Ces liens sont à choisir avec parcimonie suivant les règles définies. Si un lien sert de source à l'article, son insertion dans le texte est à faire par les notes de bas de page.
- La présentation des références doit suivre les conventions bibliographiques. Il est recommandé d'utiliser les modèles {{Ouvrage}}, {{Chapitre}}, {{Article}}, {{Lien web}} et/ou {{Bibliographie}}. Le mode d'édition visuel peut mettre en forme automatiquement les références.
- Insérer une infobox (cadre d'informations à droite) n'est pas obligatoire pour parachever la mise en page.

Pour une aide détaillée, merci de consulter Aide:Wikification.
Si vous pensez que ces points ont été résolus, vous pouvez retirer ce bandeau et améliorer la mise en forme d'un autre article.
Saint-Étienne-de-Lauzon est l'un des dix quartiers de la ville de Lévis et se retrouve dans l'arrondissement Chutes-de-la-Chaudière-Ouest, il est situé dans la province de Québec, en Chaudières-Appalaches, dans la grande région de Québec. Avant les fusions municipales de 2002, il s'agissait d'une municipalité.

## Géographie actuelle
Le quartier de Saint-Étienne-de-Lauzon est scindé en deux par la rivière Beaurivage et est délimité à son extrême par la rivière Chaudière.
Au nord du quartier se situe le quartier de Saint-Nicolas, au nord-est le quartier de Saint-Rédempteur, au sud Saint-Lambert-de-Lauzon, au sud-ouest Saint-Gilles, à l'ouest Saint-Agapit et au nord-ouest Saint-Apollinaire.
Faits intéressants quant à la rivière Beaurivage ;

Bien que paisible durant une bonne partie de l'année, elle sort de son lit quasiment tous les printemps à cause de la fonte de la neige, du couvert de glace qui se fragilise et des pluies qui commencent. Pour mieux faire face aux inondations causées par la rivière, on utilise la "grenouille", une rétrocaveuse amphibie. On a longtemps utilisé une pelle mécanique afin de casser la glace ou encore afin de creuser le fond de la rivière pour que l'eau soit moins haute, mais les résultats n'ont jamais été aussi fructueux qu'avec la rétrocaveuse amphibie.

## Histoire du quartier

### La seigneurie de Lauzon
Afin de comprendre la création du village, l'on se doit de remonter à l'époque de La Seigneurie de Lauzon.

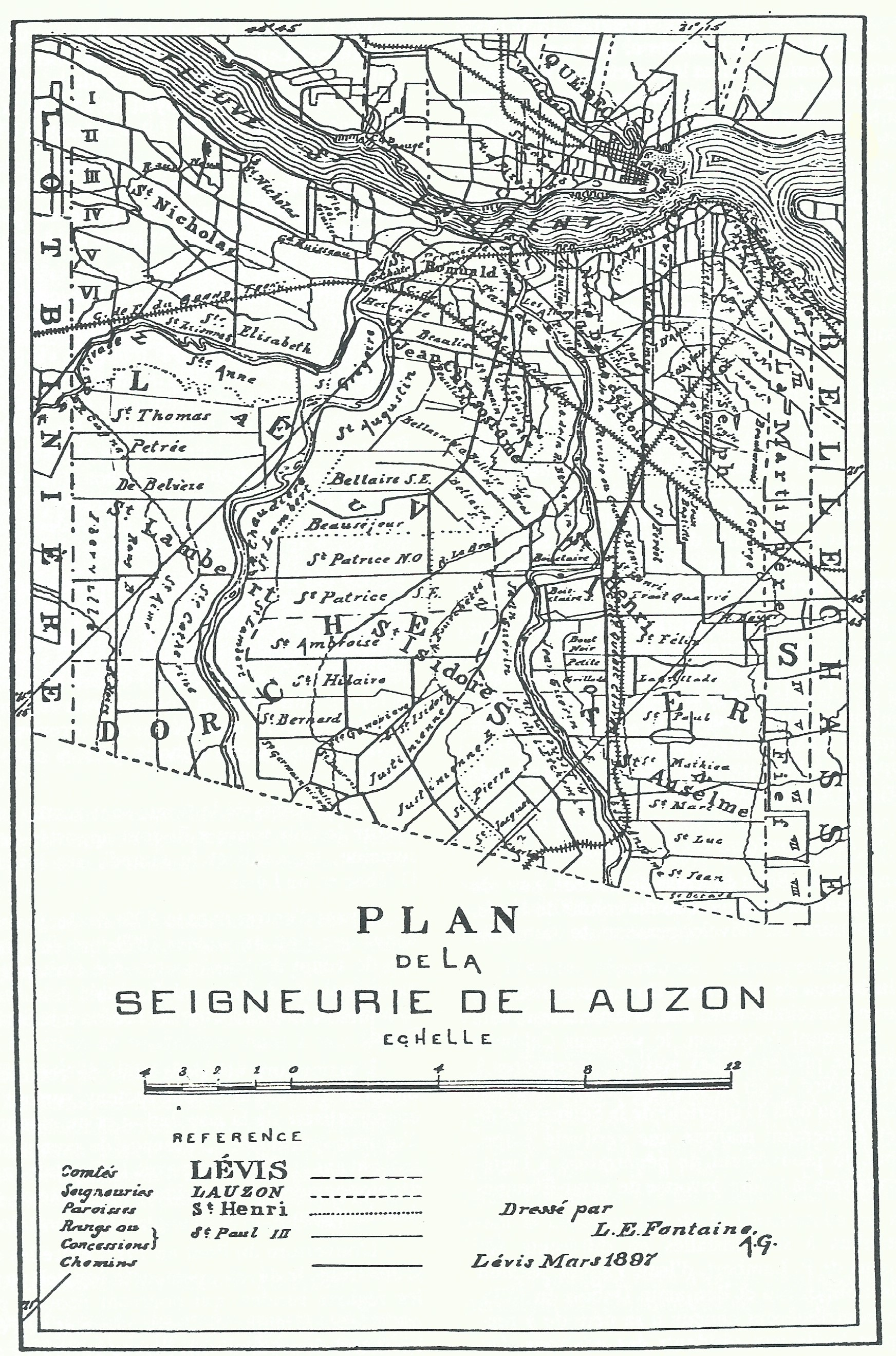
Plan de La Seigneurie de Lauzon

Tout commence en 1635, 27 ans après la création de La Ville de Québec. Simon Le Maître acquiert alors le territoire de La Seigneurie de Lauzon. 15 jours après l'acquisition, l'homme vend le territoire à Jean de Lauzon. Il est à noter que les deux hommes ne sont pas en Nouvelle-France lors du marchandisage du territoire.
Dès 1648, des lots sont concédés à Guillaume Couture et François Bissot.
Jean de Lauzon, en 1651, vient en Nouvelle-France avec ses trois fils et donne à son fils Jean La Seigneurie de Lauzon. Il nomme son fils ; Grand Sénéchal de La Nouvelle France. Charles-Joseph, fils de Jean de Lauzon (fils) hérite du territoire et lorsque celui-ci décède, la seigneurie est vendue à Thomas Bertrand.
Seigneur Bertrand, alors en France, traverse l'océan afin de disposer pleinement de ses terres. Il vend les terres, par la suite, à Georges Regnard.
En 1714, le Seigneur Étienne Charest active le commerce de la pêche et le défrichement.
Au même moment, les terres près de La Beaurivage et de La Chaudière voient leurs premiers colons arriver. Ces terres correspondent à celles de Saint-Étienne-de-Lauzon.
Lorsque la Nouvelle-France tombe aux mains des Anglais, le Gouverneur James Murray acquiert le territoire de La Seigneurie de Lauzon. À ce moment, les terres sont occupés par 802 personnes.
Après James Murray, son fils Richard reprend les terres, mais s'en occupe peu. Par la suite, Henri Caldwell reprend les terres et devient Seigneur de Lauzon.
Vers 1780-1790, la partie Ouest de la Seigneurie se colonise ainsi que le village des Grandes Pointes (Longues Pointes?, correspond à la concession Ste-Elisabeth). Ce sont des familles allemandes qui commencent à coloniser Grandes Pointes et St-Gilles.
En 1791, L'Angleterre cède aux demandes des colons ; le territoire fait maintenant partie du comté de Dorchester.
Comme la colonisation va très bien, les habitants de Grandes Pointes demande l'érection d'une chapelle en 1798.
En 1810, John Caldwell hérite du territoire et gère les terres avec succès. Il est élu à plusieurs reprises comme député du comté de Dorchester. John Caldwell fût le 11e et dernier Seigneur de La Seigneurie de Lauzon.
La paroisse de Saint-Étienne-de-Lauzon a été érigée civilement le 10 juillet 1861.

### Économie
La Seigneurie de Lauzon devient la propriété du Bas Canada lorsque John Caldwell décède entre 1836-1838.
Le comté de Dorchester englobe alors presque toute la seigneurie. Elle se subdivise en trois le 14 juin 1853. Le territoire est dorénavant divisé en trois comtés : Dorchester, Lévis et Beauce.
C'est seulement en 1658 que la demande d'une nouvelle paroisse se fait. En effet, les habitants travaillent presque tous dans l'agriculture et peu travaille dans les métiers connexes comme la fabrication d'outils. C'est la raison pour laquelle une paroisse est demandée, afin de revitaliser l'économie du village. Cependant, la paroisse ne sera pas érigée tout de suite.
En 1804, à cause du blocus de Napoléon Bonaparte, L'Angleterre a besoin de beaucoup de bois et c'est donc à cette année que débute réellement la coupe de bois dans La Seigneurie ce qui marque la pénétration officielle des terres de la future paroisse.
De nombreux moulins à scies sont construits en 1935 aux abords de la rivière Beaurivage. Il y a les moulins suivants ; P. Lambert, Isaïet Paquet, Moulin Ross, Baptiste Simoneau et Benjamin Dubois.
Vers 1893, un nouveau moulin est installé et emploie environ 18 hommes. Le moulin appartient à Victor Filteau et le bois flotte sur la rivière. Le moulin déménage à Charny.
En 1914, la Compagnie Beaurivage Lumber fait installé un monte-charge pour le commerce de  la pulpe de bois.
Les terres de Saint-Étienne ont une riche couche de marne ce qui procure d'abondantes récoltes pour ceux et celles qui les cultivent. Jusqu'aux 1860, le blé et le sarrazin sont surtout cultivés, mais les agriculteurs de Saint-Étienne sont détronés par la concurrence des États-Unis et de l'Ouest Canadien. Ils se tournent alors vers la culture des céréales comme l'avoine et des légumes comme la patate. L'industrie laitière arrive sur le village et on envoie le lait aux beurreuries de Saint-Agapit et de Saint-Nicolas puis l'on en ouvre une au village.
Les productions du village sont vendus aux marchés de Québec et de Lévis.
En 1879, les premiers permis de vente d'alcool sont émis à Saint-Étienne. L'un est émis à Édouard Fontaine pour la station de train de La Chaudière et l'autre à Charles Tonkin pour la station de train de Craig's Road.
Le pont qui relie les deux rives de Saint-Étienne est construit en 1917 permet la revalorisation des régions rurales et de l'agriculture.
Saint-Étienne-de-Lauzon commence à devenir une banlieue de Québec vers les années 1960. De plus, la construction de grandes routes comme l'autoroute 20 et la dominance de la voiture sur le train cause la perte du secteur secondaire à Saint-Étienne et bientôt il ne reste presque que le secteur tertiaire.

### Service d'incendie
Le quartier est actuellement desservi par la caserne 4 de la sécurité incendie de la ville de Lévis. La caserne est située au Place 1 Chamberland.
Autrefois, Saint-Étienne était desservi par les casernes des municipalités de Saint-Agapit et de Saint-Rédempteur.
Le premier poste de pompiers fût terminé de construire en 1965 et le seul camion entrait en opération en mars de cette année. Le poste avait alors coûté 5 000 $ et le camion 26 000 $. À ce moment, il n'y a que des pompiers volontaires au poste.

### Maison des aînés et alternative de Lévis à St-Étienne-de-Lauzon (MDAA de Lévis)
Situer sur l'Avenue Albert Rousseau la MDAA de Lévis comprend 120 places, divisées comme suit: 96 places pour aînés et 24 autres places pour adultes ayant des besoins spécifiques. Trois repas et une collation y sont servis tous les jours. Inaugurer le 14 février 2023, celle-ci a accueil ses premiers résidents et résidentes partir du 20 février de la même année.

## Démographie
| 1861 | 1871 | 1881 | 1889 | 1890 | 1891 | 1901 | 1911  | 1921 |
| ---- | ---- | ---- | ---- | ---- | ---- | ---- | ----- | ---- |
| 762  | 766  | 810  | 735  | 750  | 803  | 854  | 1 024 | 683  |

| 1931 | 1941 | 1951 | 1956 | 1961 | 1966  | 1971  | 1976  | 1981  |
| ---- | ---- | ---- | ---- | ---- | ----- | ----- | ----- | ----- |
| 588  | 682  | 788  | 843  | 868  | 1 092 | 1 212 | 2 156 | 4 631 |

| 1986  | 1991  | 1996  | 2001  | 2006  | 2016   | 2019   | - | - |
| ----- | ----- | ----- | ----- | ----- | ------ | ------ | - | - |
| 5 785 | 7 256 | 8 207 | 8 897 | 9 800 | 10 510 | 11 053 | - | - |

## Économie actuelle
L'économie de Saint-Étienne se concentre surtout sur les commerces de vente aux détails, secteur tertiaire. Autrefois très agricole, le village se composait surtout de fermiers. Les terres agricoles furent peu à peu remplacées par des maisons unifamiliales de style bungalow. En 2016, la maison unifamiliale représentait 71% des ménages du quartier. Toutefois, quelques fermes ont subsisté surtout autour du chemin Sainte-Anne.
La majorité des commerces de Saint-Étienne tournent autour de la restauration, coiffure, des soins de santé et l'alimentation.

## Éducation actuelle
Le quartier Saint-Étienne-de-Lauzon abrite trois écoles : Plein-Soleil, La Chanterelle ainsi que La Clé-du-Boisé. Les deux premières sont de niveau primaire alors que la dernière enseigne aux deux niveaux soit primaire (5e et 6e année) et secondaire (1re et 2e secondaire). Ces trois écoles faisaient partie de la Commission scolaire des Navigateurs (CSDN). Cependant, à la suite des changements apportés par la loi 40, elles font, maintenant, partie du Centre de services scolaires des Navigateurs (CSSDN).

### L'éducation passée à Saint-Étienne-de-Lauzon

#### 1. La commission scolaire de Saint-Étienne-de-Lauzon
Bien avant le Centre de services scolaires des Navigateurs (CSSDN), il exista d'autres commissions scolaires et d'autres écoles dans la région de Saint-Étienne.
En 1861, la première commission scolaire était la Commission scolaire de Saint-Étienne-de-Lauzon. Sa première assemblée fut le 3 octobre 1861 et lors de sa deuxième assemblée, on prit la décision de créer quatre arrondissements à Saint-Étienne. On note aussi que l'année de création de la commission coïncide avec l'année de création de la paroisse de Saint-Étienne.
De plus, à l'époque on ne parlait pas du Ministère de l'Éducation, mais du Département de l'Instruction Publique.
À cette époque existait, donc cinq écoles dans la région ;

##### 1.1 Craig's Road #1
Cette école était située dans une maison près de l'ancienne station du chemin de fer Craig's Road. Aujourd'hui, elle aurait été située sur la 116 (route des Rivières en direction de St-Gilles et St-Agapit). Cette école fonctionna jusqu'en 1954 et à partir de cette année on utilisa la nouvelle école qui respectait plus les normes de l'époque. Cette dernière fut utilisée jusqu'en 1963.

##### 1.2 Village; École de L'église ou Petite École du Village #2
Cette école était située tout juste en face de l'église près du salon funéraire sur l'actuelle 116. Elle fut déménagée lors de sa vente. Jusqu'en 1943, tous les élèvent qui fréquentaient cette école allaient sur ces lieux. Cependant, après 1943, elle devint trop petite et on loua un local durant plusieurs années pour les 1ères, 2e et 3e chez M. Maurice Roy. Les autres années jusqu'en 7e allaient toujours à l'école et non au local.

##### 1.3 Saint-Denis; Le Bas Saint-Denis ou Le Bas de La Paroisse #3
L'école était située sur le terrain de M. James Doyle, près de Saint-Rédempteur et du Moulin des Arts d'Albert-Rousseau. Comme il n'y avait presque pas d'enfants près de l'école, elle fut presque toujours fermée.

##### 1.4 Saint-André; Le haut Saint-Denis, concession Saint-André ou Le Sault #4
Cette école était plus vaste que les autres et fut située près de la rivière Chaudière.

##### 1.5 #5 Sainte-Anne; École du Sud de la Rivière ou École du su
Cette école était située de l'autre côté de la rivière Beaurivage sur le chemin Sainte-Anne.

#### 2. Un couvent à Saint-Étienne-de-Lauzon
En 1950, le couvent qui vient d'être construit au village ouvre ses portes au religieuses qui veilleront à l'éducation des jeunes écoliers. À ce moment, toutes les petites écoles de Saint-Étienne avaient été fermées.

## Attraits touristiques

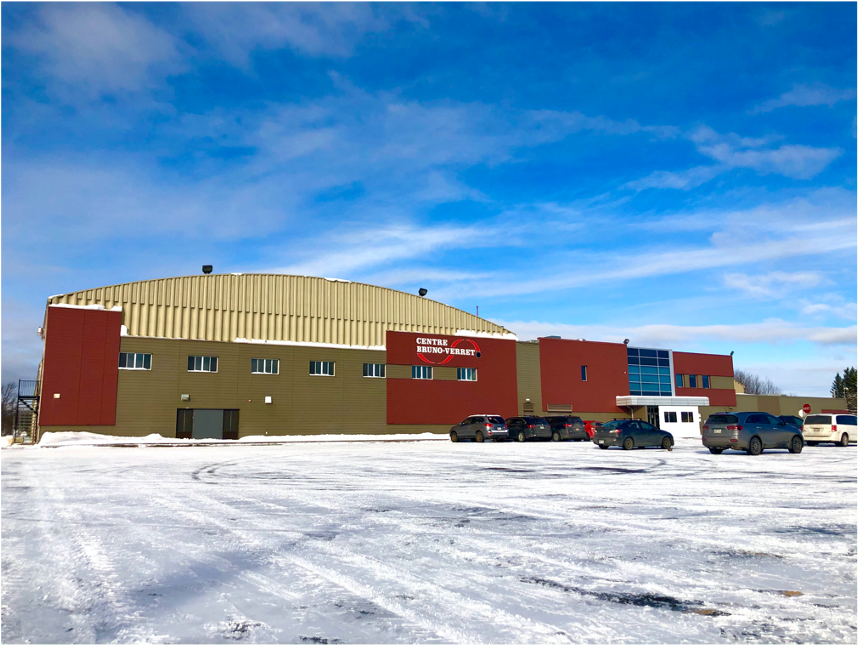
L'aréna Centre Bruno-Verret en décembre 2020

### 1. L'aréna
On retrouve l'aréna Centre Bruno-Verret qui a été agrandie au fil des années. Elle abrite, maintenant, une patinoire de taille standard ainsi qu'une de taille olympique. Juste en face de l'aréna, se situe le local du 121e groupe scout.

### 2. Les parcs
On retrouve de nombreux parcs au sein du quartier : des Grandes-Pointes, Ludger-Bastien, des Aînés, Jean-de-Lauzon, Gilles-Rageot, Martin, L'Art-de-Vivre.

### 3. L'exposition internationale d'autos de Lévis
On retrouve au centre du quartier, l'exposition internationale d'autos de Lévis appartenant à Jean-Guy Sylvain, propriétaire de l'hôtel Le Concorde.

### 4. Les restaurants
On retrouve de nombreux restaurant dans le secteur de Saint-Étienne-de-Lauzon: Le 2000, Le bar M, Los Balderas et l'Asmae Délices. Coté de la restauration rapide, vous avez le choix entre: Yuzu Sushi, Valentine ou Subway. Tous les trois situé sur la route Lagueux. Le Café Torréfacteur où on y sert des déjeuners, des cafés et des viennoiseries est également un lieux très apprécier.

## La religion à Saint-Étienne-de-Lauzon

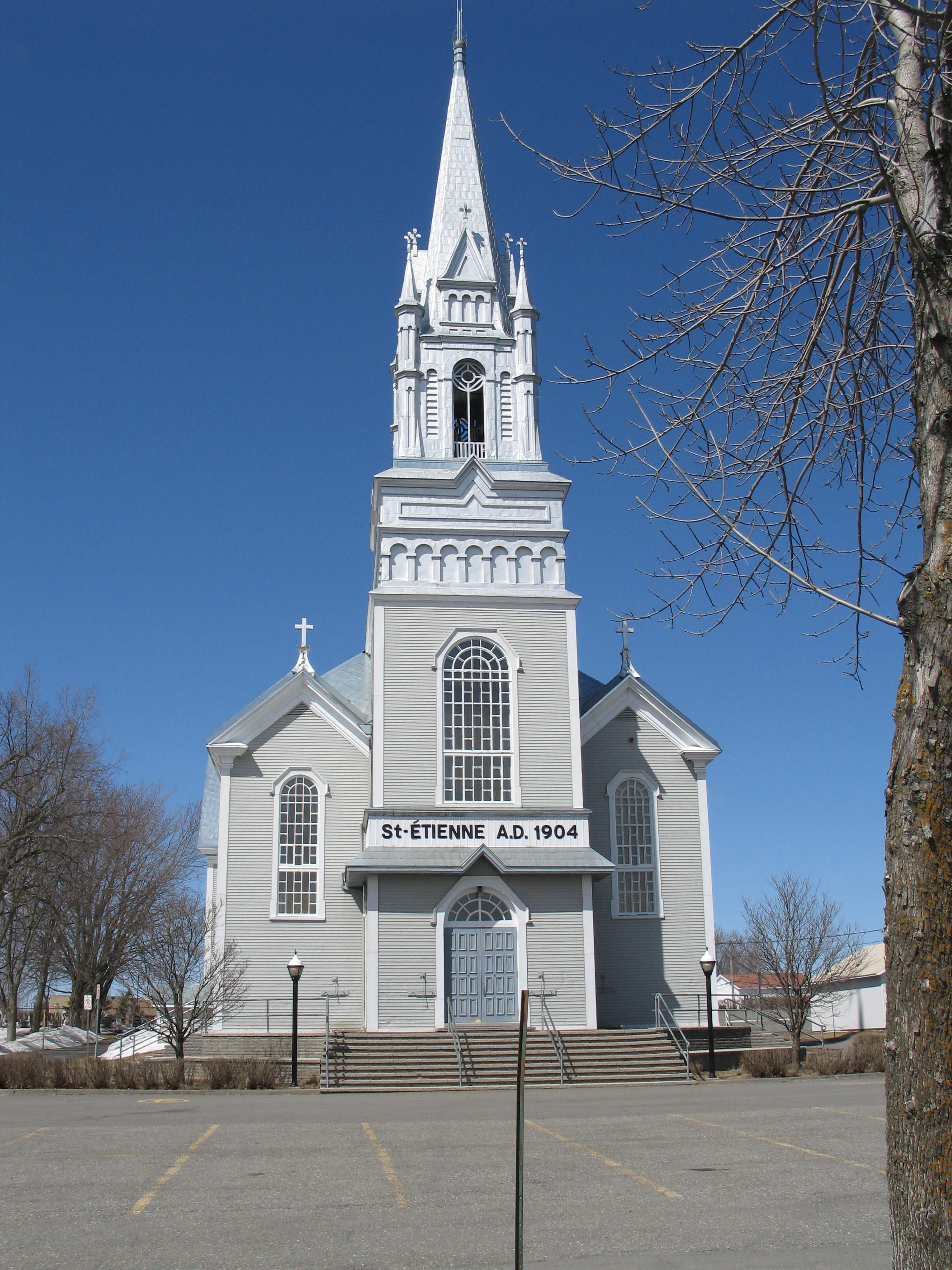
Église de Saint-Étienne-de-Lauzon

### 1. La première chapelle
La première cloche de la première chapelle de la paroisse de Saint-Étienne-de-Lauzon fut baptisé le 12 décembre 1861 et nommée Josephte-Stéphanie. Il s'agissait d'une bonne nouvelle pour les résidents de la paroisse puisque qu'on n'avait pu à se déplacer à Saint-Nicolas ou Saint-Lambert. Cela signifie aussi que le Curé de Saint-Nicolas, Étienne Baillargeon, n'a plus besoin de se déplacer tout le long de la rivière Beaurivage afin de rencontrer ses paroissiens.

#### 1.1 La première et actuelle église
L'église de  Saint-Étienne-de-Lauzon fut érigée en 1904 et fêtait son centenaire en 2004. Pour l'occasion du centenaire, on revampa le plancher du chœur et le remplaça par du bois franc. On vendit aussi certaines parties de l'ancien tapis rouge.
L'église fait partie de la Paroisse Saint-Nicolas-de-Lévis qui regroupe les églises suivantes : Saint-Étienne, Saint-Nicolas et Très-Saint-Rédempteur.

### 2. Les curés résidents de Saint-Étienne-de-Lauzon
| Prénoms et noms des abbés   | dates de résidence |
| --------------------------- | ------------------ |
| C. Lafontaine               | 1861-1862          |
| Joseph-Honoré Desruisseaux  | 1862-1865          |
| Pierre-H. Beaudet           | 1865-1866          |
| G.-F. Casgrain              | 1866-1873          |
| P. Talbot                   | 1873-1874          |
| Pantaléon Bégin             | 1874-1881          |
| Louis-David Guérin          | 1881-1883          |
| Joseph-Édouard Roy          | 1883-1891          |
| F.-N.-Albert Rouleau        | 1891-1899          |
| J.-Denis Garon              | 1899-1912          |
| Jean-Jacques Blais          | 1912-1933          |
| Amédée Létourneau           | 1933-1940          |
| Napoléon Tanguay            | 1940-1945          |
| Louis-Philippe Blais        | 1945-1968          |
| Ovila Labrecque             | 1968-1974          |
| Monseigneur Jacques Garneau | 1974-1976          |
| Brunot Verret               | 1976-1981          |
| Gérard Moffet               | 1981-?             |

### 3. Les religieuses de Saint-Étienne-de-Lauzon
| Prénoms et noms    | Noms de sœur            | Congrégation                          | Année d'arrivée |
| ------------------ | ----------------------- | ------------------------------------- | --------------- |
| Germaine Guay      | Sr St-Louis-Émile       | Sœurs de Sainte-Chrétienne-de-Giffard | 1950            |
| Cécile Goulet      | Sr Ste-Marie-Bertille   | Sœurs de Sainte-Chrétienne-de-Giffard | 1950            |
| Cécile Goupil      | Sr Ste-Marie-Alphonsine | Sœurs de Sainte-Chrétienne-de-Giffard | 1950            |
| Hélène Berger      | Sr Ste-Marie-Juliette   | Sœurs de Sainte-Chrétienne-de-Giffard | 1950            |
| Édith Beaudoin     | Sr Édith Beaudoin       | Sœurs de Sainte-Chrétienne-de-Giffard | ?               |
| Charlotte Lachance | Sr Charlotte Lachance   | Sœurs de Sainte-Chrétienne-de-Giffard | ?               |
| Agathe Bilodeau    | Sr Agathe Bilodeau      | Sœurs de Sainte-Chrétienne-de-Giffard | ?               |
| Georgette Forunier | Sr Georgette Fournier   | Sœurs de Sainte-Chrétienne-de-Giffard | ?               |
| Andrée Gagnon      | Sr Andrée Gagnon        | Sœurs de Sainte-Chrétienne-de-Giffard | ?               |

## Listes des politiciens et politiciennes de Saint-Étienne-de-Lauzon
| Prénoms et Noms        | Métier      | Années de mandat | Plus d'un mandats |
| ---------------------- | ----------- | ---------------- | ----------------- |
| Joseph Olivier         | cultivateur | 1865-1866        |                   |
| Évangéliste Desrochers | cultivateur | 1866-1868        |                   |
| Octave Hallée          | cultivateur | 1868-1872        |                   |
| Louis Laberge          | cultivateur | 1872-1874        |                   |
| Pierre Arguin          | cultivateur | 1874-1875        |                   |
| Nazaire Fréchette      | cultivateur | 1875-1878        |                   |
| Victor Plante          | marchand    | 1878-1881        | 1 de 2            |
| Ferdinand Gosselin     | cultivateur | 1881-1884        | 1 de 2            |
| Nazaire Dubois         | cultivateur | 1884-1885        | 1 de 2            |
| Victor Plante          | marchand    | 1885-1888        | 2 de 2            |
| Xavier Bilodeau        | marchand    | 1888-1889        |                   |
| Modeste Demers         | cultivateur | 1889-1890        | 1 de 2            |
| Ferdinand Gosselin     | cultivateur | 1890-1892        | 2 de 2            |
| Bazile Bolduc          | cultivateur | 1892-1895        | 1 de 3            |
| Modeste Demers         | cultivateur | 1895-1896        | 2 de 2            |
| Israël Lafontaine      | cultivateur | 1896-1897        | 1 de 2            |
| Victor Filteau         | industriel  | 1897-1899        |                   |
| Nazaire Dubois         | cultivateur | 1899-1903        | 2 de 2            |
| Louis Béland           | cultivateur | 1903-1905        |                   |
| Israël Lafontaine      | cultivateur | 1905-1906        | 2 de 2            |
| Joseph Gosselin        | industriel  | 1906-1907        |                   |
| Modeste Bilodeau       | cultivateur | 1907-1908        |                   |
| Samuel Belleau         | cultivateur | 1908-1909        | 1 de 2            |
| Bazile Bolduc          | cultivateur | 1909-1915        | 2 de 3            |
| Calixte Bolduc         | cordonnier  | 1915-1915        |                   |
| Edmond Dubois          | cultivateur | 1915-1917        |                   |
| Bazile Bolduc          | cultivateur | 1917-1919        | 3 de 3            |
| Samuel Belleau         | cultivateur | 1919-1921        | 2 de 2            |
| Octave Olivier         | cultivateur | 1921-1923        | 1 de 3            |
| Napoléon Arguin        | cultivateur | 1923-1931        |                   |
| Octave Olivier         | cultivateur | 1931-1933        | 2 de 3            |
| Eugène Desrochers      | forgeron    | 1933-1939        |                   |
| Octave Olivier         | cultivateur | 1939-1941        | 3 de 3            |
| Victor Marois          | cultivateur | 1941-1942        |                   |
| Wilfrid Huot           | cultivateur | 1942-1943        | 1 de 2            |
| Aristide Rousseau      | emp. C.N.R  | 1943-1946        |                   |
| Wilfrid Huot           | cultivateur | 1947-1955        | 2 de 2            |

| Prénoms et noms       | Métier        | années de mandats | plus d'un mandats |
| --------------------- | ------------- | ----------------- | ----------------- |
| Mme Aristide Rousseau | ménagère      | 1955-1959         |                   |
| Joseph Béland         | cultivateur   | 1959-1963         |                   |
| Maurice Huot          | emp. Anglo    | 1963-1967         |                   |
| Fernand Laberge       | cultivateur   | 1967-1973         |                   |
| Georges-Émile Huot    | industriel    | 1973-1979         |                   |
| Jean-Guy Béland       | dist. d'huile | 1979-1985         |                   |

| Prénoms et noms | Métier        | années de mandats | plus d'un mandats |
| --------------- | ------------- | ----------------- | ----------------- |
| Normand Henri   | fonctionnaire | 1985-1989         |                   |
| Gilles Saindon  | ?             | 1989-1992         |                   |
| Christian Jobin | ?             | 1992-2002         |                   |

| Prénoms et noms        | années de mandats | Parti municipal                      |
| ---------------------- | ----------------- | ------------------------------------ |
| Jean Garon             | 1998-2005         | Parti des Citoyens et des citoyennes |
| Danielle Roy-Marinelli | 2005-2013         | Lévis Force 10                       |
| Gilles Lehouillier     | 2013-aujourd'hui  | Lévis Force 10                       |

| Prénoms et noms | années de mandats | Parti municipal |
| --------------- | ----------------- | --------------- |
| Inconnu?        | 2002?-2009?       | Lévis Force 10? |
| Mario Fortier   | 2009-2021         | Lévis Force 10  |
| Serge Bonin     | 2021-aujourd'hui  | Repensons Lévis |

Notons que le nom du territoire de Saint-Étienne-de-Lauzon évolue au cours de sa vie ;
De 1861 à 1956 : Paroisse de Saint-Étienne-de-Lauzon
De 1957 à 1984 : Municipalité de Saint-Étienne
De 1985 à 2002 : Municipalité de Saint-Étienne-de-Lauzon
De 2003 à aujourd'hui : Quartier de Saint-Étienne-de-Lauzon de la ville de Lévis

### Faits Intéressants quant aux mandats
Mme Aristide Rousseau est la première femme à siéger au pouvoir de la paroisse de 1955 à 1959.
Bazile Bolduc et Octave Olivier ont chacun eu droit à 3 mandats, respectivement 14 ans et 9 ans de mandats au total.
Serge Bonin est le seul député adverse à être élu de toutes les circonscriptions de Lévis en 2021.

### Liste des secrétaires-trésoriers de Saint-Étienne-de-Lauzon

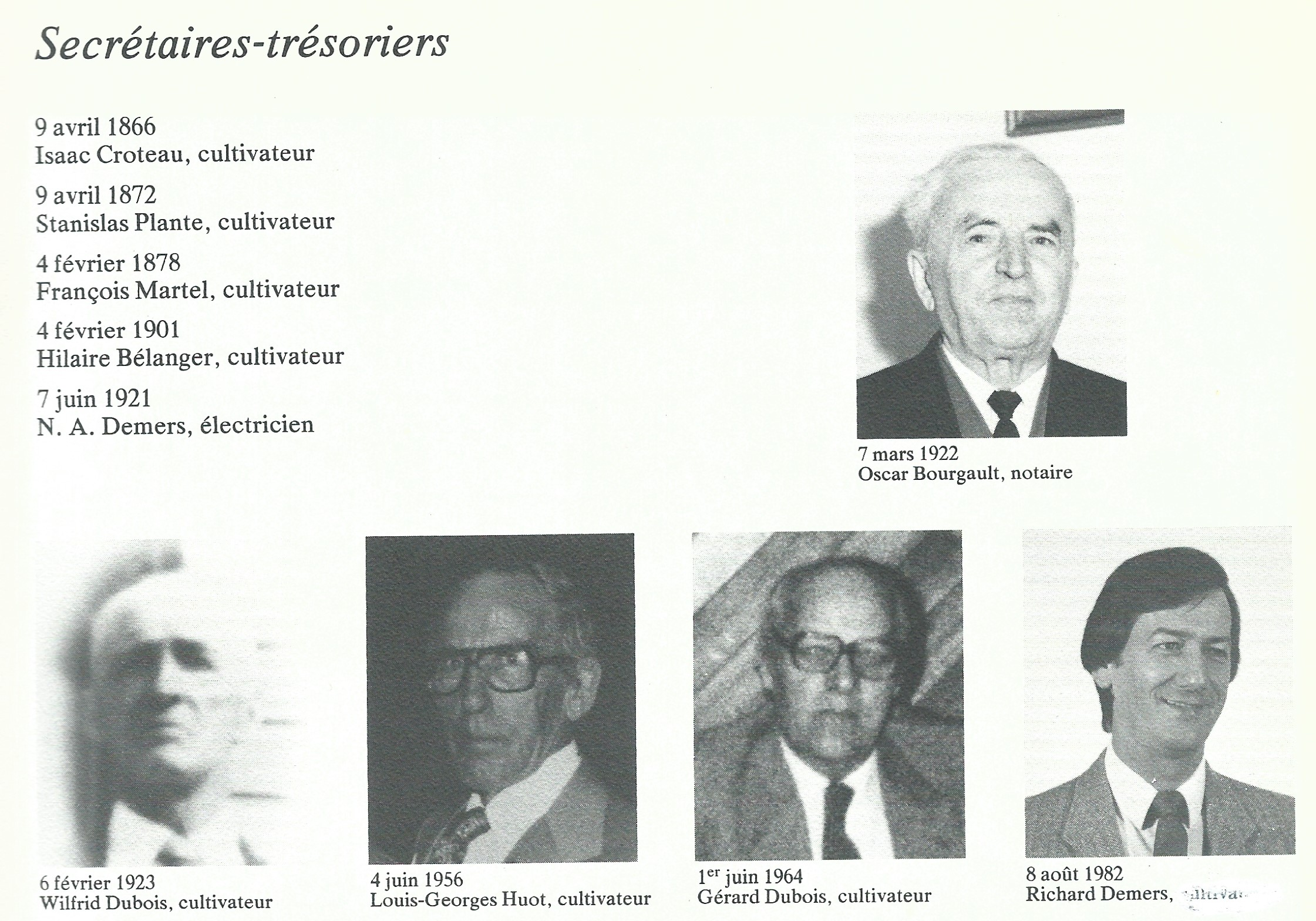
Photos des secrétaires-trésoriers

| Prénoms et noms    | Métier      | Date de mandat |
| ------------------ | ----------- | -------------- |
| Isaac Croteau      | cultivateur | 9 avril 1866   |
| Stanislas Plante   | cultivateur | 9 avril 1872   |
| François Martel    | cultivateur | 4 février 1878 |
| Hilaire Bélanger   | cultivateur | 4 février 1901 |
| N. A. Demers       | électricien | 7 juin 1921    |
| Oscar Bourgault    | notaire     | 7 mars 1922    |
| Wilfrid Dubois     | cultivateur | 6 février 1923 |
| Louis-Georges Huot | cultivateur | 4 juin 1956    |
| Gérard Dubois      | cultivateur | 1 juin 1964    |
| Richard Demers     | ?           | 8 août 1982    |

## Personnalités nées à Saint-Étienne-de-Lauzon
- Albert Rousseau, artiste-peintre, né le 17 octobre 1908 ;
- Guylaine Dumont, volleyeuse olympique, née le 9 octobre 1967 ;
- Kalyna Roberge, patineuse de vitesse courte piste, née le 1er octobre 1986
- Jérémy Plante, chanteur ayant participer à Star Académie 2022, née en 1997[26]

## Personnalités ayant vécu à Saint-Étienne-de-Lauzon
- Pauline Marois, 30e première ministre du Québec, née le 29 mars 1949[27] ;